# ناجي الأصيل
ناجي الأصيل (1315 - 1383 هـ / 1897 - 1963 م)، طبيب وعالم بالآثار، من أهل بغداد.
وهو الدكتور ناجى بن عبد الله الأصيل. تخرج من كلية الطب في الجامعة الأميركية ببيروت سنة 1916م.
شغل منصب وزير الخارجية للفترة من 29 تشرين الأول 1936 إلى 17 آب 1937.
انتخب رئيسا للمجمع العلمي العراقي في عام 1953م، وشغل منصب مدير المتحف الوطني العراقي.
ولقد تم تعيينه في منصب مدير الآثار عام 1944 ولأنه لم يكن عالماً بالآثار فقد اختار لمساعدته في وظيفته كل من فؤاد سفر وطه باقر.

## من مؤلفاته
- «الجديد في النشاط الآثاري في العراق»
- «في مواطن الآثار»
- «مدينة المعتصم على القاطول»
- «وحدة العلم والتوحيد الفلسفي»
- «فهمي المدرس من رواد الفكر العربي الحديث».[2]

## كتب عنه
- الدكتور ناجي الأصيل دبلوماسياً رائداً ومفكراً حضارياً، للمؤلف طارق مجيد تقي العقيلي، نشر عام [3]2002

## وفاته
توفي الاستاذ الدكتور ناجي الأصيل في المستشفى الجمهوري ببغداد ليلة 21-22 من شهر رمضان 1382ه‍، الموافق 15-16 شباط 1963م، ودفن في مقبرة الامام الأعظم في الأعظمية.